# Sekanten-Tangenten-Satz

Sehnentangentenwinkelsatz

Der Sekanten-Tangenten-Satz (auch Sehnen-Tangenten-Satz genannt) ist ein Lehrsatz der euklidischen  Geometrie. Er beschreibt, in welcher Beziehung Strecken stehen, die von einer Tangente, einer Sekante und dem zugehörigen Kreis gebildet werden (siehe Zeichnung).
Gegeben sei ein Kreis mit einer Sekante {\displaystyle g} und einer Tangente {\displaystyle t}, die sich in einem Punkt {\displaystyle P} außerhalb des Kreises schneiden. Bezeichnet man die Schnittpunkte des Kreises mit {\displaystyle g} als {\displaystyle G_{1}} beziehungsweise {\displaystyle G_{2}} und den Berührungspunkt der Tangente als {\displaystyle T}, so gilt:
{\displaystyle {\overline {PG_{1}}}\cdot {\overline {PG_{2}}}={\overline {PT}}^{2}}
Diese Aussage kann man auch als Verhältnisgleichung formulieren:
{\displaystyle {\overline {PG_{1}}}:{\overline {PT}}={\overline {PT}}:{\overline {PG_{2}}}}
Der Sekanten-Tangenten-Satz beschreibt einen Spezialfall des Sekantensatzes, bei dem die Schnittpunkte der zweiten Sekante mit dem Kreis in einem Punkt zusammenfallen. Die Sätze lassen sich – auch ähnlich wie der Sehnensatz – mit Hilfe ähnlicher Dreiecke beweisen. Alle drei Sätze lassen sich mit Hilfe des Begriffes der Potenz zusammenfassen beziehungsweise zu einer einzelnen Aussage vereinheitlichen. Ein rechnerischer Nachweis hierfür mit Hilfe des Satzes von Vieta ist in dem Artikel über die Potenz enthalten.